# Козинцы (Липовецкий район)
Ко́зинцы (укр. Козинці) — село на Украине, находится в Липовецком районе Винницкой области.
Код КОАТУУ — 0522282601. Почтовый индекс — 22530. Телефонный код — 4358. Занимает площадь 1,739 км².

## Население
Население по переписи 2001 года составляет 369 человек. 

### Известные люди
В селе родился Ильницкий, Людвиг Яковлевич (род. 1930) — советский и украинский учёный.

## Адрес местного совета
22530, Винницкая область, Липовецкий р-н, с. Козинцы, ул. Победы, 33, тел. 3-48-30.

## Галерея

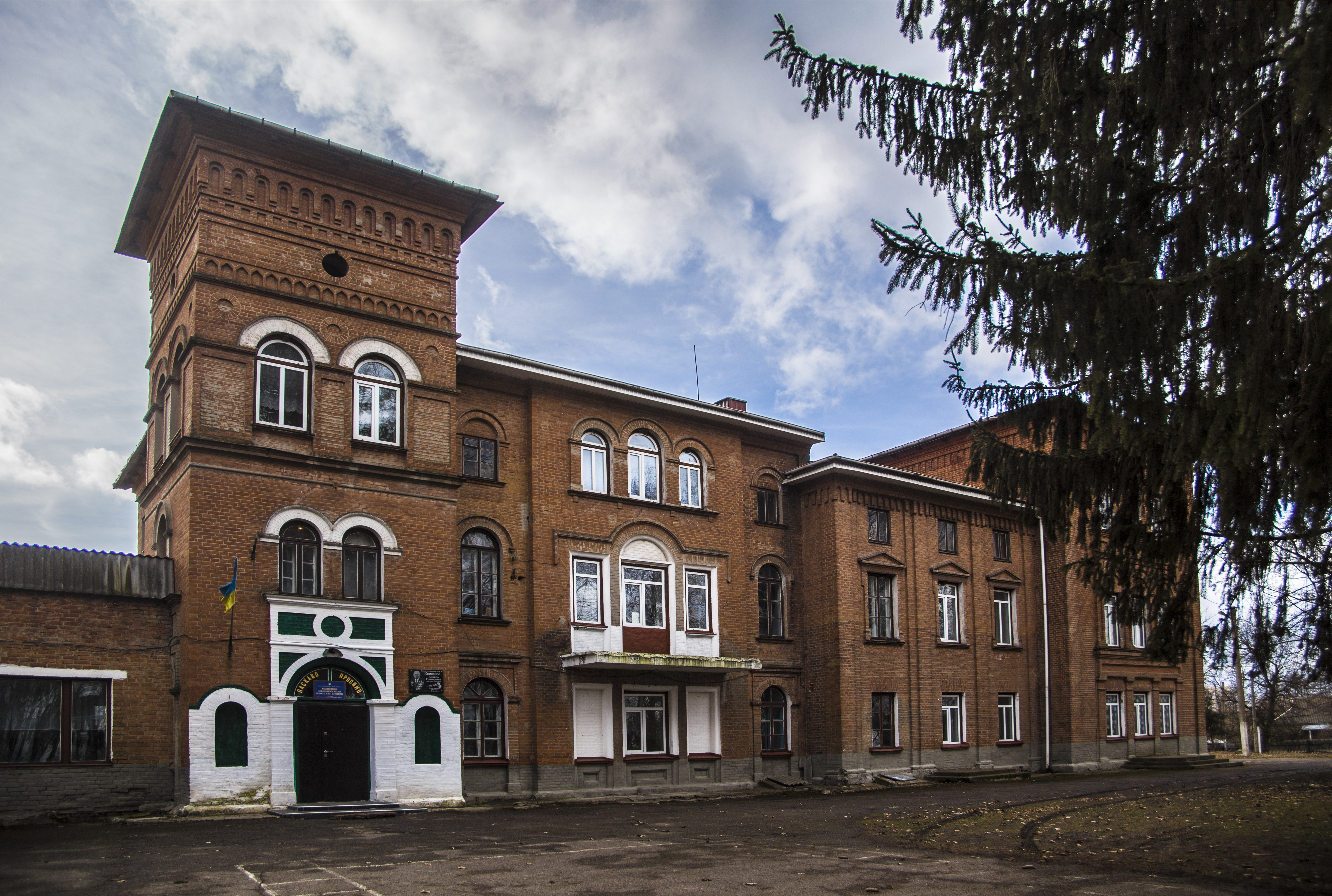
Бывший дворец Раковского (ныне школа)
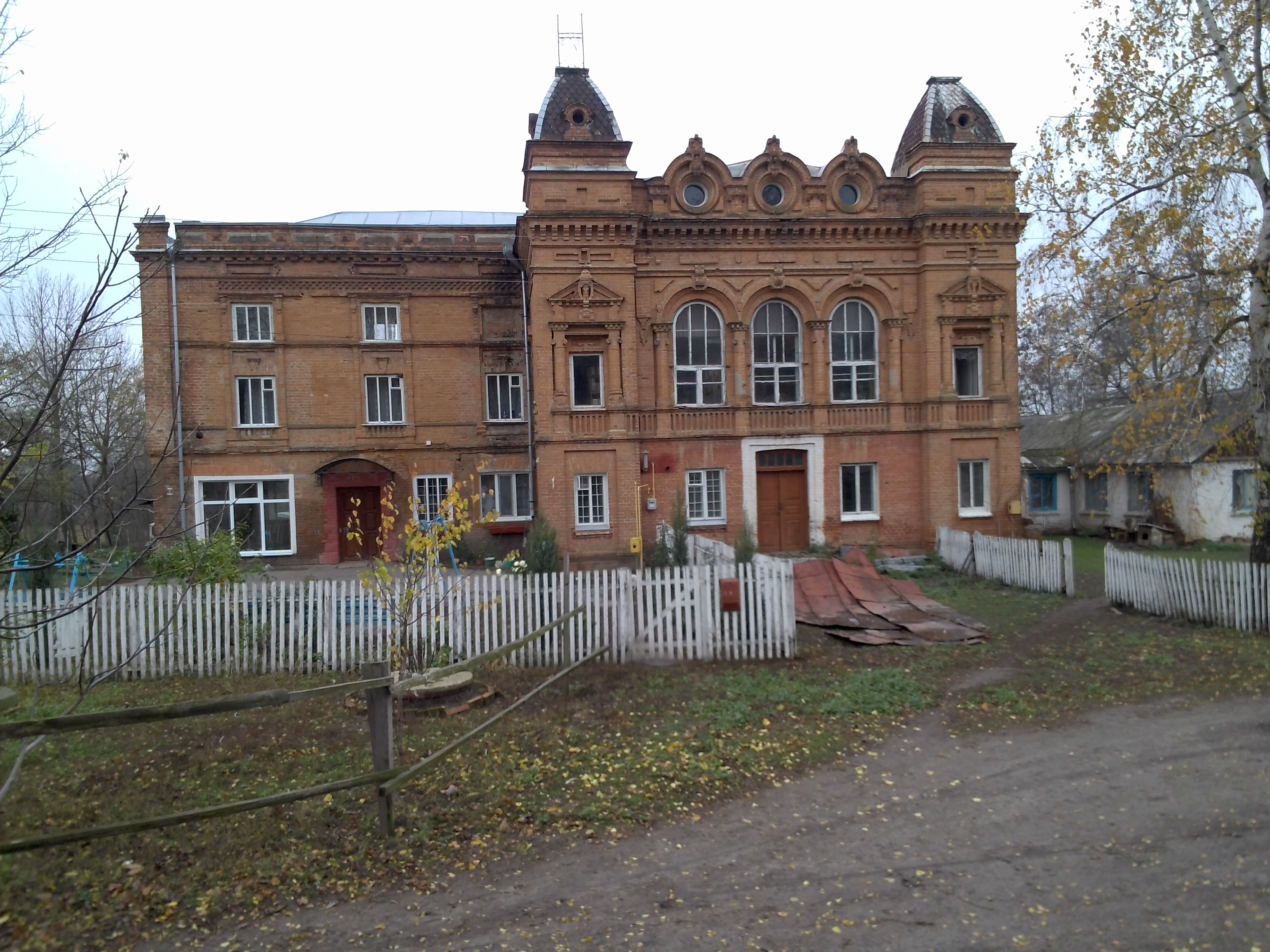
Бывший дворец Раковского (малое здание)
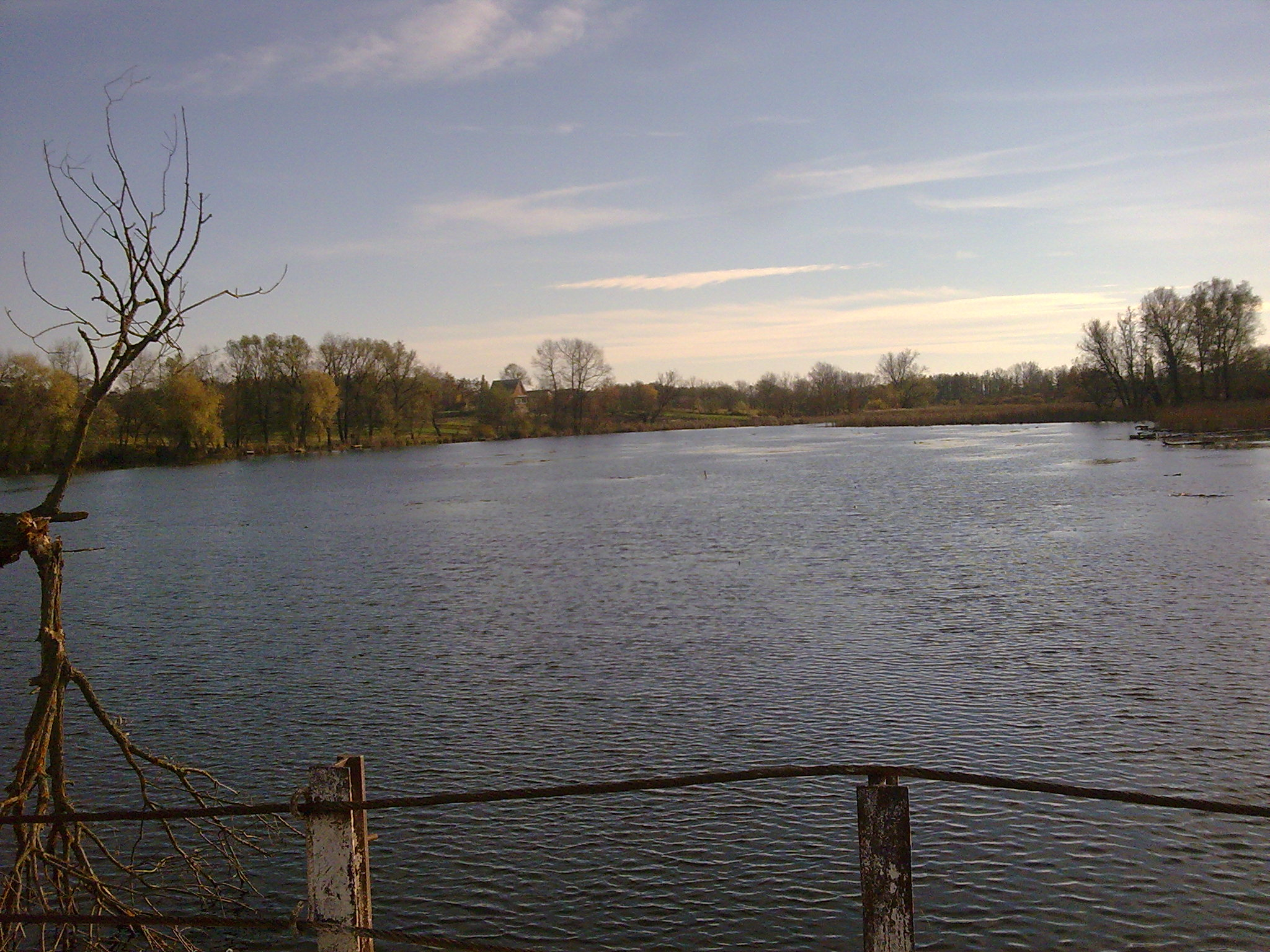
Пруд между Козинцами и Кохановкой